# カード・バトルZERO
『カード・バトルZERO』（カード・バトルゼロ、原題："Exchange Student Zero"）は、カートゥーン ネットワークで放送されたオーストラリアのテレビアニメ映画、およびそれを基にしたテレビアニメシリーズ。
日本では2015年10月25日より放送を開始した。

## 解説
架空のトレーディングカードゲームを題材としたアニメ作品で、カートゥーン調のデザインで描かれた世界と日本のアニメに影響を受けたデザインが混在するつくりとなっている。
2012年公開のアニメ映画（TVスペシャル）版ののち、アニメシリーズが2015年に放送された。アニメ映画版とアニメシリーズ版の時系列の繋がりはない。日本では両方2015年に放送された。
日本語版主題歌を歌うFUCTION6chにとっては初めてのアニメ主題歌となる。

## あらすじ
冴えない高校生ジョン・スティットとマックス・キャメロンは、『バトル・デイ・ゼロ』というトレーディングカードゲームを人生の楽しみとしていた。
ある日、通販で届いたブースターパックを二人が空けたところ、『バトル・デイ・ゼロ』の世界が現実世界とつながってしまう。
その結果、『バトル・デイ・ゼロ』の主人公であるヒロが現実世界に来てしまい、ジョンたちが通っているサウスポート高校に留学生として編入するという事態にまで発展した。

## 登場人物

### バトル・デイ・ゼロの人物
ヒロ
声：下野紘
『バトル・デイ・ゼロ』の主人公。カルータのプリンス。
TVスペシャル版では召喚された彼を皆が日本から来た留学生と勘違いした。現実世界に降り立った後は、ジョンの家にホームステイする。文化の違いもあり、最初はトイレの水を口に含むなどしてホストファミリーを戸惑わせるような行動をとった。ジョンを「ホストブラザー」、マックスを「ホストフレンド」と呼んでいる。サンドイッチが好物でブロッコリーが苦手。戦闘の際には「ルーベンブレード」という剣を使用する。
アモンサン
ヒロが赤ん坊の頃から連れているボディーガード兼世話係。本名は「エーエムワンエスワン」元はプルシャギの戦士で道場の一番弟子だったが、その実力を認められ、ヒロに仕えることになる。銀河系アシスタントでもある。イタズラ好きでヒロの言うことしか聞かない。黒いネコのような姿をしており、小さく可愛らしいがヒロが「アモンサン、変身!」と言うと大きく、逞しい姿に変身する。体の模様はヒロに仕える時に与えられた物でプリンスに仕える者の証である。
キング・カルータ
ヒロの父親でカルータのキング。戦闘を我慢することが無理なほど戦い好きでカルータを脅しと暴力で支配するというやり方をしている。11話でヒロが地球の悪い影響を受けていると思い、クイーンと共にジョンの家に来た。その際に、サンドイッチをウィッチ（魔女）と間違えたり、アイロンを武器と勘違いした。
クイーン・カルータ
ヒロの母親でカルータのクイーン。明るい性格で彼女もキング同様戦い好き。
悟りのズーブーニナン
キング・カルータのスピリチュアルアドバイザー。馬の顔に二本の馬の足が生えた姿をしている。モンスターを召喚することができ、能力を見極めるテストをする。
カルータのリクルーター
プルシャギの戦士をプリンスのボディーガードにすることを仕事としており、プルシャギの戦士を召喚できる。アモンサンをヒロのボディーガードにしたのも彼であり、模様を外せるのはヒロと彼だけである。合唱団に入っており、歌うことを生きがいとしている。
フィーラインティン
アモンサンが仕事を辞めた際、カルータのリクルーターが呼び出したプルシャギの戦士。ピンクのネコのような姿をしている。実はアヴィアがヒロを倒すために化けた偽物で本物は道場で新しい一番弟子として修行をしていた。
ハッピー・ピーチ・フラワー
声：洲崎綾
金髪のツインテールが特徴の美少女。事あるたびに怒りやすい性格。TVスペシャル版ではよくマックスに貼り付いている。仲間が3人（赤・青・緑）いる。
アヴィア
声：新田早規
制約結婚でヒロの妻となるはずだったが、ヒロが逃げ出したため、彼を狙っている。第7話では爆裂バトルトーナメントを主催していた。
キング・ブラックヤード
ブラックヤード一族の王でカルータの宿敵。カメラマンに変装し、カメラ型の転送装置でサウスポート高校の生徒をテレポートさせ、洗脳して兵士にしようとした。カメラをキャメラと言う。11話ではチャリティーに召喚され、二人の部下を引き連れてヒロ達を倒そうとした。
ヘドリー・マンスーダ
ロジャーソン校長に代わってサウスポート高校の校長を勤めることとなった人物。大声で人を洗脳できる力を持ち、サウスポート高校を刑務所のような規則が多い高校にした。元は校長が大嫌いで心の安らぎを求めるために友愛の鳩の保養所にいたが、破門されてしまった。
パパレインボー
友愛の鳩の保養所の修道師。口答えをすると持っている平和の杖や平和の鞭で叩く。ヘドリー・マンスーダを「邪悪なアイツ」と呼んでいる。
ネズエモン
TVスペシャル版と第1話で登場したモンスター。丸い幼虫のようなネズミの姿をしている。鳴き声がとても大きい。
ブローゴンのぬるぬるクイーン
ズーブニナンがヒロをテストするために召喚したモンスター。緑のスライムの用な姿をしており、常に泣いている。
プリンス・カオス
ケネリア諸島カオス王家の王子。下半身が犬の四本足、上半身が人間のような犬の姿をしている。オオカミ水軍の司令官でもある。昔からカルータと同盟を結んでるため、ヒロとは親しい。
ストロミュレックス
カオス王家と戦争を起こした軍団のボス。トカゲのような姿をしている。
カスティラン
カルータのバンパイア。色白で長い白髪の姿をしている。持っている日傘で相手を操れる。チャリティーをデートに誘い、屋敷に連れ帰って召し使いにしようとしたが、彼女の強気な性格に耐えられなくなり、元の世界へ帰った。人間から血は飲まず、缶飲料の血を飲む。外では紳士的に振る舞っているが、屋敷の中ではだらしない。
ライオノール
グラディエーター。爆裂バトルトーナメントのチャンピオンだったが、マックス（本当はヒロが倒し、マックスと入れ替わった）にチャンピオンの座を奪われ、自慢の髪も丸剥げにされてしまった。マックスとヒロが入れ替わっていることを知り、アヴィアに告げ口した。
バジリスク
トーナメントの最終相手。頭は鶏で体は蛇のモンスター。姿を鏡に映して見せれば倒せる。
サツマイモ
マコルヴァン・チップスのおまけについていたオリジナルカード。赤ん坊の姿をしており、「サツマイモ」としか話せない。マックスが溺愛し、「サツマイモちゃん」と呼んでいた。マコルヴァン・チップスしか食べず、食べるごとに大きくなる。
グラインディオク
ローラークラッシュ拡張デッキのカード。かつてヒロとローラークラッシュ（スケボーに似たカルータの競技）でチャンピオン・ボードを巡って対決していた。しかし、試合中にボードにガムが張り付き、怪我をしてしまう。ヒロが優勝してチャンピオン・ボードがヒロの手に渡ってしまったため、彼を憎んでいる。

### 現実世界の人物
ジョン
声：濱健人
オレンジ色の髪の少年。いつもマックスでヒロと行動する。
マックス
声：宮田幸季
ジョンの親友である白髮で色白の少年。ハッピー・ピーチ・フラワーのグッズを部屋に飾るほどの彼女のファン。筋肉が無いので捕まっても簡単にすり抜けられるのが特技。ナルシストな一面もある。
チャリティー
声：岡田恵
ジョンの姉。ジョンやマックスとは仲が悪く、部屋のドアに立ち入り禁止の張り紙を貼っている。しかし、ヒロには少し気がある。
ロジャーソン校長
声：坂東尚樹
サウスポート高校の校長。12話まで息子を日本へ送ったと思っていた。
リロイ
ロジャーソン校長の息子。背が低く、太っている。ヒロと入れ代わりでバトル・デイ・ゼロの世界へ留学した。そこで様々なモンスターに鍛えられ、その後ハゲタカの家族に拾われた。再び戻ってきた時は高校のオタクをバカにする人気者を捕まえて檻に閉じ込め、オタクが平和に過ごせる高校にしようとした。黒い長身の鎧とオナンのファイヤーストーンの付いた杖を身に付けており、杖は衝撃波を起こす、光線で攻撃する、浴びたものを鎧を着けた手下にする光線を出すことができる。本人も留学先を嫌っている訳ではなく、彼曰く「バトル・デイ・ゼロの世界は危険で変な匂いがするが、サウスポート高校より気に入ってる」らしい。
ルシンダ
声：福原香織
サウスポート高校の生徒で、ジョンの片想いの相手。ジョンは彼女と話すのが苦手だったが、のちに関係がよくなった。
デンミード
声：金光宣明
サウスポート高校の生徒で、レスリング部所属。チャリティーのボーイフレンドだが、恋仲は悪く415回も別れた。よくマックスをからかっている。TVスペシャル版や第2話、第3話ではカードと化した。
ヒロ＝タナカ
声：不明
TVスペシャル版で登場した日本からの留学生。本来彼がサウスポート高校に来ることになっていた。

## 用語
バトル・デイ・ゼロカード
ジョンとマックスが所持しているトレーディングカードゲーム。地面や机などに置くことで描かれている人物を召喚できたり、カードが描かれてある場所へ行くことが出来る。
カルータ
ヒロの故郷。モンスターがおり、日夜戦いが繰り広げられている。
サウスポート高校
ジョン達が通っている高校。

## 各話リスト

### TVスペシャル
1. ヒロがやってきた！

### シーズン1
1. 新学期はじまる
2. 俺にフォーリンラブ
3. キケンな学校アルバム
4. ヒロの恐怖政治
5. オオカミ将軍を守り抜け
6. 吸血プリンス　カスティラン
7. 本物のニセ・グラディエーター
8. 反抗のアモンサン
9. かわいいサツマイモちゃん
10. 国王夫妻のホームステイ
11. 禁断のチャンピオン・ボード
12. 父父たれば子も子たり
13. 必殺バレンタイン・ギフト

## 主題歌
- FUNCTION6ch 「Change my world」